# Professor Langnickel

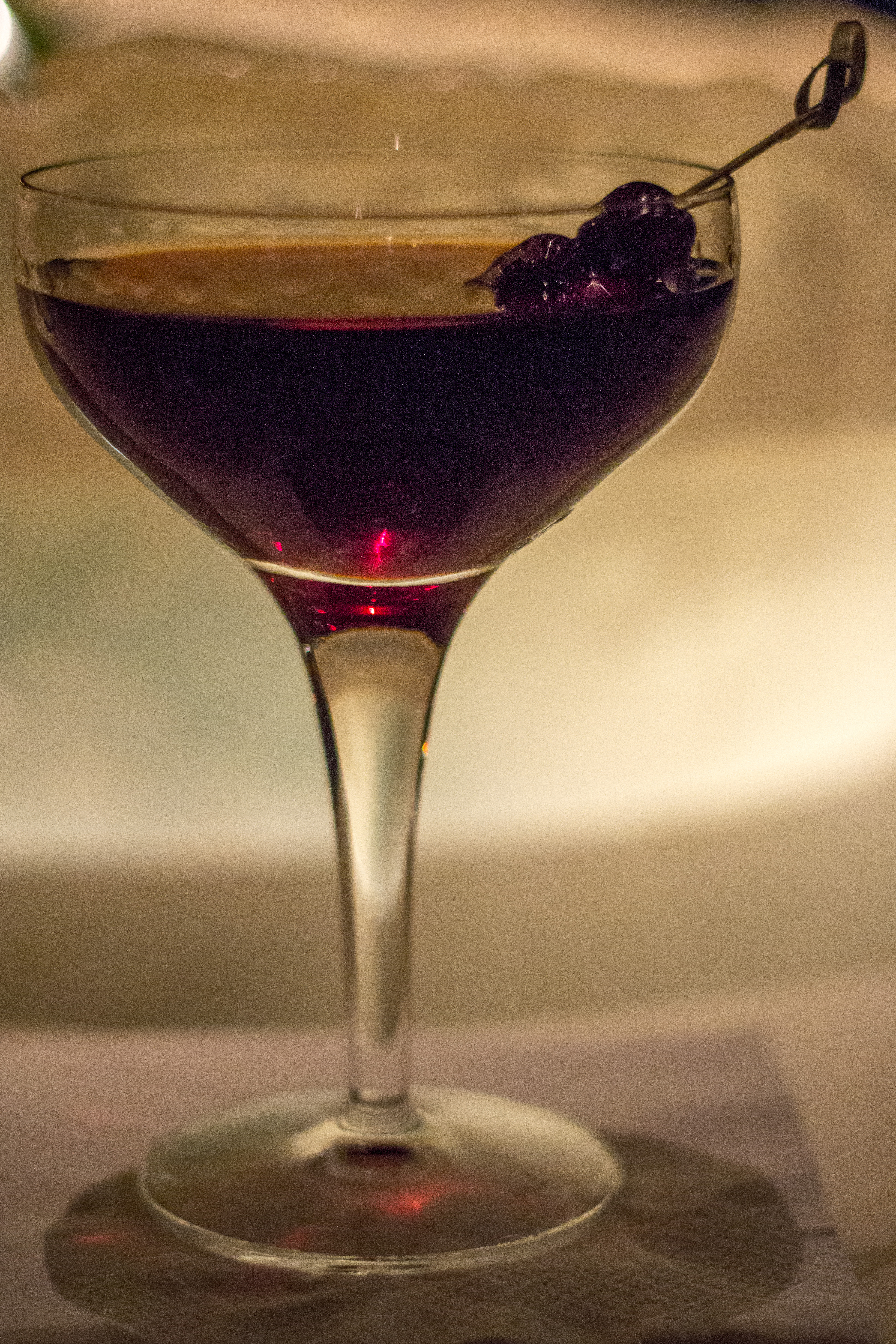
Professor-Langnickel-Cocktail in einer Cocktailschale (Coupette)

Professor Langnickel ist ein aromatisch-fruchtiger Cocktail aus Kirschwasser, Kirschlikör und Sherry und gehört zu den Shortdrinks.

## Geschichte
Der Cocktail entstand in der Hamburger Bar Le Lion – Bar de Paris, wo ihn der inzwischen mehrfach preisgekrönte (jedoch seit 2016 nicht mehr dort tätige) Barkeeper Mario Kappes Anfang 2008 erstmals für einen Gast mixte und spontan nach diesem benannte. Dieser Gast, Hans Langnickel, war bis 2013 Professor für Sozialmanagement an der Hochschule Lausitz und betrieb in Köln selbst eine Cocktail-Bar. Der Cocktail verbreitete sich rasch unter international vernetzten Barkeepern und wird inzwischen auch im Ausland gemixt.

## Zubereitung
Für einen Professor Langnickel werden 3 cl Kirschwasser (ursprünglich Morand Kirsch Vieux), 2 cl Guignolet du Dijon, ein leicht säuerlicher Kirschlikör (ursprünglich Gabriel Boudier) und 2 cl Pedro Ximénez Sherry (ursprünglich Monteagudo) in einem Rührglas auf Eiswürfeln verrührt und in eine vorgekühlte („gefrostete“) Cocktailschale abgeseiht. Über dem Getränk wird eine Zitronenzeste ausgedrückt, sodass das Öl der Schale die Oberfläche benetzt, jedoch nicht hineingegeben. Als Dekoration dient ein Cocktailspieß mit drei in Cherry Brandy eingelegten Cocktailkirschen.
Der Cocktail ist nicht zu verwechseln mit dem Klassiker Professor, der meist mit Rhum Agricole, Portwein, Wermut sowie Angostura- und Orangenbitter gemixt wird. Eine gewisse Ähnlichkeit weist der Professor Langnickel zu Varianten des Dr. Sack Cocktails auf, in denen zwar stets Gin die Basisspirituose ist, aber mit Kirschwasser, Cherry Brandy (Kirschlikör) und teilweise auch Sherry kombiniert wird. Auch in einem Sherry Cobbler werden gelegentlich Kirschwasser und -likör verwendet.